# Orthomorpha minlana
Orthomorpha minlana är en mångfotingart som beskrevs av Pocock 1895. Orthomorpha minlana ingår i släktet Orthomorpha och familjen orangeridubbelfotingar. Inga underarter finns listade i Catalogue of Life.